# Torsten Palm
Torsten Palm (Kristinehamn, 23 luglio 1947) è un ex pilota automobilistico svedese.
La sua unica gara disputata in Formula 1 fu il Gran Premio di Svezia 1975, terminato al decimo posto con una Hesketh privata.
Si ritirò poco dopo per appoggiare la carriera del promettente pilota Eje Elgh e tornò in seguito a correre negli anni '90 in competizioni rally.

## Carriera

### Gli inizi
Palm iniziò la propria carriera nei rally, seguendo le orme del fratello Gunnar. A 16 anni fece da navigatore a Erik Carlsson durante il Rally di Svezia e la coppia concluse al secondo posto, risultato che riuscì a replicare quattro anni più tardi in coppia con Simo Lampinen. Nello stesso anno prese parte anche ad altre gare, ma il suo interesse si era infatti spostato verso le monoposto. Nel 1969, infatti, decise pure di comprare una Brabham per gareggiare nel campionato svedese di Formula 3. Debuttò quindi nella categoria, dominata però da Ronnie Peterson, ma riuscì comunque ad attirare l'attenzione degli addetti ai lavori ottenendo diversi podi. L'anno seguente si impose vincendo tre delle quattro gare valide per il campionato, successo che riuscì a ripetere pure nel 1971. Prese parte anche a gare in altri campionati europei, ma complice la scarsa confidenza con la monoposto assegnatagli non conseguì risultati degni di nota. Continuò comunque a gareggiare in Formula 3 svedese, ma la mancanza di motivazioni fece sì che il pilota avesse un netto calo di rendimento e non riuscisse più ad essere competitivo come in precedenza. Solo nel 1973 riuscì a trovare i soldi necessari per acquistare una Surtees TS15 e partecipare ad alcune gare in Svezia di Formula 2. Riuscì a conquistare un podio al debutto, tanto che per la stagione seguente gli venne offerto un volante per quattro gare dal team di Pierre Robert, con cui ottenne due punti.

### Formula 1
Nel 1974 pareva imminente un debutto di Palm in Formula 1 alla guida di una delle vetture del team di Graham Hill. La trattativa, condotta dall'amico Ronnie Peterson, non andò però in porto in quanto il pilota/costruttore inglese cercava un pay driver e le finanze di Palm non erano così ampie. L'anno seguente, però, la Hesketh mise a disposizione dei piloti una vettura a pagamento al fine di guadagnare denaro. Palm ebbe quindi l'opportunità di prendere parte a due gare in calendario: il Gran Premio di Monaco, in cui fallì la qualificazione, e il Gran Premio di Svezia, dove lottò a lungo per posizioni vicine alla zona punti, ma fu costretto al ritiro a due tornate dal termine. Quella rappresentò la sua ultima gara in Formula 1.

#### Risultati completi
| 1975 | Scuderia       | Vettura     |  |  |  |  |    |  |    |  |  |  |  |  |  |  |  | Punti | Pos. |
| ---- | -------------- | ----------- |  |  |  |  | -- |  | -- |  |  |  |  |  |  |  |  | ----- | ---- |
| 1975 | Polar Caravans | Hesketh 308 |  |  |  |  | NQ |  | 10 |  |  |  |  |  |  |  |  | 0     |      |

| Legenda | 1º posto     | 2º posto | 3º posto    | A punti         | Senza punti/Non class.  | Grassetto – Pole position Corsivo – Giro più veloce |
| Legenda | Squalificato | Ritirato | Non partito | Non qualificato | Solo prove/Terzo pilota | Grassetto – Pole position Corsivo – Giro più veloce |

#### Dopo la Formula 1
Terminata l'esperienza nella massima serie automobilistica decise di ritirarsi al fine di poter seguire la carriera del giovane pilota svedese Eje Elgh. Solo nel 1992 decise di riprendere la sua carriera partecipando ad alcune gare di rally, ma dopo alcuni anni decise nuovamente di concludere la propria carriera sportiva, dedicandosi alla gestione di una sua concessionaria di autoveicoli.